# 見性院 (穴山梅雪正室)
見性院（けんしょういん、? - 1622年6月17日（元和8年5月9日））は、戦国時代から江戸時代初期の女性。甲斐国武田家臣で親族衆の穴山信君（梅雪）の正室。武田信玄の次女で、母は信玄正室三条夫人とされる。同母兄に武田義信、同母姉に黄梅院殿（北条氏政室）がいるほか、異母兄妹も多数いる。子に勝千代（信治）。

## 略歴
甲斐国に生まれる。穴山氏は甲斐南部河内地方の国衆で、信君の父である信友も信玄姉の南松院殿を正室とし、武田親族衆の筆頭として高い家格を有している。信君は信玄・勝頼期に重用され、河内・駿河江尻領を領する分郡領主となる。見性院は永禄年間に信君の正室となったと考えられているが、嫡男勝千代の誕生は元亀3年まで下る。
天正10年（1582年）2月の織田信長・徳川家康連合軍の甲州征伐において信君は織田・徳川方に通じ、戦後はその功績から武田宗家の継承を認められるが、同年6月に本能寺の変が発生して信長が死去すると上方にいた信君も宇治田原において横死し、穴山・武田宗家は穴山勝千代が当主となる。しかし勝千代も天正15年（1587年）に早世したため、穴山武田家は断絶する。徳川家康は武田家の家臣である秋山虎康の娘・於都摩の方（下山殿）を生母とする五男・武田信吉に名跡を継がせる。
武田遺領を確保した家康は、武田遺臣を保護して家臣団に加えている（天正壬午起請文参照）。
見性院も家康に保護されて江戸城北の丸に邸を与えられ、江戸幕府2代将軍の徳川秀忠が侍女のお静に生ませた子（幸松丸、後の保科正之）を異母妹・信松尼と共に養育した。
元和8年（1622年）、見性院は江戸城田安門内の比丘尼屋敷において病没した。墓所は采地であった清泰寺（武蔵国足立郡、現埼玉県さいたま市緑区）であり、墓標としてケヤキが植えられた。没後236年を経た安政5年（1858年）、松平容保によって墓塔が建てられた。埼玉県新座市野火止の平林寺にも墓所がある。
清泰寺は旧会津藩藩士子孫達の聖地で有り、毎年「見性院殿法要」が開かれ、2025年(令和７年)度で「四百四回忌」を数える。現在は東京都文京区の旧小石川区小日向第六天町の会津松平邸の春秋2回の旧会津藩士達の懇親会から始まった、1912年(明治45年)4月20日に設立された会津会主催で行われ会津松平家当主、旧藩士子孫、会津会会員により続けられている。2006年(平成18年)度の「三八五回忌」では当時の相川宗一さいたま市市長も出席した。

## 登場作品
- おんな風林火山（1986年 TBS 演：岡田奈々）
- 葵 徳川三代（2000年 NHK 演：丹阿弥谷津子）